# Скретничар (приповетка)
„Скретничар” (енгл. The Signal-Man) је приповетка британског писца Чарлса Дикенса, први пут објављена 1866. у колекцији Mugby Junction божићног издања часописа All the Year Round. Исте године је објављена у збирци прича о духовима познатој као „Три приче о духовима”, заједно са „Уклетом кућом” и „Суђењем за убиство”.
Радња прати железничког скретничара који прича приповедачу о утвари која га прогања. Свако њено јављање претходи трагичном догађају на прузи. Скретничар ради у кућици близу улаза у тунел на усамљеном потезу пруге, одакле контролише кретање возова који пролазе. Када постоји опасност, колеге сигналисти га упозоравају телеграфом и алармима. Он три пута добија фантомска упозорења о опасности када му звоно зазвони на начин који само он може да чује. Свако упозорење прати појава утваре, а потом и страшна несрећа.
Прва несрећа укључује судар два воза у тунелу. Дикенс је можда засновао овај инцидент на судару у тунелу Клејтон који се догодио 1861. године, пет година пре него што је написао ову причу. Читаоци из 1866. били су упознати са овом великом катастрофом. Друго упозорење укључује мистериозну смрт младе жене у возу. Последње упозорење је предосећање скретничареве сопствене смрти.

## Радња
Прича почиње са приповедачем који виче „Хеј! Ви, тамо доле!” скретничару који стоји на улазу у железнички тунел. Скретничар који стоји на прузи испод не диже поглед, као што би приповедач очекивао, већ се окреће и загледа у тунел. Приповедач поново позива доле и тражи дозволу да сиђе. Скретничар делује невољно.
Његово радно место је хладно, тмурно и усамљено. Чини се да је скретничар још увек у страху од приповедача, који покушава да га смири. Скретничар осећа да је раније видео приповедача, али га овај уверава да је то немогуће. Умирен, скретничар га позива у кућицу где ради, где му прича о свом послу. Његов посао је досадна, монотона рутина, али скретничар сматра да не заслужује ништа боље, јер је протраћио све своје академске прилике када је био млад, иако је своје време проводио у сменама учећи математику и стране језике. Приповедач описује да се скретничар чини једним од најпоузданијих и најсавеснијих људи који би могли да обављају такав посао, осим када двапут погледа у своје сигнално звоно иако оно није зазвонило. Чини се да га нешто мучи, али он не жели о томе да говори. Пре него што приповедач оде, скретничар га замоли да не виче када се врати на врх брда или када га види следећег дана.
Следећег дана, по налогу скретничара, приповедач се враћа и не виче. Скретничар му каже да ће открити своје невоље. Прича му како га прогони утвара, коју је виђао на улазу у тунел у различитим приликама, а свако њено појављивање је пратила трагедија. У првом случају, скретничар је чуо исте речи које је изговорио приповедач и видео прилику са левом руком преко лица, док је другом махала у очајничком упозорењу; довео ју је у питање, али је нестала. Затим је утрчао у тунел, али није нашао никога; неколико сати касније дошло је до страшне железничке несреће са много жртава. Током свог другог појављивања, прилика је ћутала, са обе руке испред лица у ставу жалости; тада је лепа млада жена умрла у возу који је пролазио. На крају, скретничар признаје да је утвару видео неколико пута током протекле недеље.
Приповедач је скептичан према натприродном и сугерише да скретничар пати од халуцинација. Током њиховог разговора, скретничар сведочи духу и чује како његово звоно сабласно звони, али приповедач ништа не види и не чује. Скретничар је сигуран да ова натприродна јављања наговештавају трећи трагични догађај који ће се десити: не разуме зашто би га неко оптерећивао сазнањем о предстојећој трагедији пошто он, нижи железнички функционер, нема ни ауторитет ни способност да је спречи. Приповедач верује да је машта његовог новог пријатеља преоптерећена и размишља да га одведе код доктора.
Следећег дана, приповедач поново долази до тунела и види мистериозну фигуру. Међутим, ова фигура није дух; ради се о човеку, једном из групе званичника који истражују инцидент на прузи. Приповедач открива да је скретничар погинуо када га је ударио воз. Стајао је на прузи, пажљиво гледајући у нешто, и није успео да се склони с пута. Машиновођа објашњава да је покушао да упозори скретничара на опасност; када га је угледао, машиновођа му је довикнуо: „Хеј! Ви, тамо доле! Пазите! За име Бога, склоните се с пута!” Штавише, машиновођа је одмахнуо руком у знак упозорења чак и док је покрао лице да не би видео како воз удара у несрећног скретничара. Приповедач напомиње значај сличности између речи и поступака машиновође и утваре како их је скретничар раније описао, али природу тог значаја оставља читаоцу.

## Даље читање
- PR Lewis (2007). Disaster on the Dee: Robert Stephenson's Nemesis of 1847. Tempus Publishing. ISBN 978-0-7524-4266-2.. Књига говори о несрећи у Стејплхерсту и многим другим железничким катастрофама из 19. века.